# فولا إيديفيس
نادي فولا إيديفيك لكرة القدم (بالفرنسية:Foullah Edifice) هو نادي كرة قدم تشادي مقره في العاصمة إنجامينا. فاز فولا إيديفيك ببطولة الدوري الممتاز عام 2011 وذالك لأول مرة. 
كان به عدد من لاعبي المنتخب الوطني التشادي، مثل مبايا براي،س ماساما أسيلمو، فرديناند غاسيناوحسن حسين. ألوان النادي هي السماوي والأبيض.